# Evorthodus lyricus
Evorthodus lyricus är en fiskart som först beskrevs av Girard, 1858.  Evorthodus lyricus ingår i släktet Evorthodus och familjen smörbultsfiskar. Inga underarter finns listade i Catalogue of Life.